# Cerapachys greavesi
Cerapachys greavesi är en myrart som först beskrevs av Clark 1934.  Cerapachys greavesi ingår i släktet Cerapachys och familjen myror. Inga underarter finns listade i Catalogue of Life.